# Assurbanipal
Assurbanipal (Aššur-bāni-apli, "Assur är skapare av en arvinge"), grekernas Sardanapalos, Gamla testamentets Asnapper, egentligen Asonapper, var Assyriens siste store kung åren 668–627 f.Kr., son och efterföljare av Esarhaddon, som genom testamente förordnat honom till kung i Assyrien och den yngre brodern Shamash-shum-ukin till kung i Babylonien.
Hans första stora krigiska bragd var att återerövra Egypten, som under Taharka gjort sig oberoende. På detta första fälttåg mot Egypten mottog han tribut av 22 furstar i Palestina och på Cypern. Bland de förra nämns Manasses i Jerusalem. Assurbanipal hade vid återställandet av det assyriska väldet i Egypten förfarit synnerligen milt mot inhemska furstar. Detta belönades med en ny resning under Taharkas efterföljare Urdamme. Men även detta uppror kuvades, och till Nineve fördes såsom segerbyte bland annat två obelisker. Därefter belägrades Tyrus, "som bodde i havet". På landsidan uppkastades ofantliga jordvallar för att hindra all tillförsel, och sannolikt begagnade sig även assyrierna av fartyg för att blockera hamnen från sjön, ty annars skulle det ha varit omöjligt att svälta ut staden, vilket av allt att döma verkligen lyckades. Baal måste underkasta sig och betala tribut. Gyges (Gugu) i Lydien, som smidde ränker mot honom med Egypten, tuktades grundligt. Även
Elam, den gamle arvfienden i öster, besegrades i en avgörande drabbning, som utförligt blivit förhärligad på basrelieferna i Nineve, och Assurbanipal drog fram "över Elams hela land som en mäktig storm".
I ett nytt krig förstördes av Assurbanipal det gamla, ärevördiga Susa, och hela landet härjades. Ofantliga skatter tillika med Elams gudar fördes till Nineve. Att förstöra Elam på detta sätt var ingen vis politik, ty därmed inte blott berövade Assurbanipal sitt rike en god inkomstkälla, utan lämnade vägen öppen till Eufrat- och Tigris-dalen för nya erövrare, meder och perser, som inte länge skulle låta vänta på sig. I Babylonien började hans bror smida ränker för att höja sin egen makt gentemot Assurbanipal samt underhandlade med ett stort antal furstar för att åstadkomma en resning i Ashurbanipals lydstater. Manasse i Jerusalem var sannolikt en av dessa furstar och med honom uttryckligen flera furstar i Palestina och Syrien. Assurbanipal fick emellertid reda på sammansvärjningen och angrep de förbundna,
innan upproret hann åvägabringas. Samas-sum-ukin, övergiven av eller avskuren från sina hjälpare, inneslöt sig i Babylon, men kunde dock icke hålla stånd, utan innebrände sannolikt sig själv i sitt palats. Ashurbanipal lät utropa sig själv till kung i Babylonien under namnet Kandalann. Ashurbanipal företog även fälttåg i Arabien för att tukta stammar, som inbrutit i Palestina. Härifrån hemförde han en mängd fångar samt ofantligt rikt byte, så att kameler utdelades som får i Nineve. Arabiska rövarfurstar hölls som hundar, bundna vid sin koja.
De ofantliga rikedomar tillika med den mängd av slavar Assurbanipal hemförde från sina fälttåg satte honom i stånd att utföra vidlyftiga och kostbara byggnadsföretag. Han ombyggde och byggde tempel och palats i Nineve med flera städer. Likaså färdigbyggde han det stora Bel-Marduktemplet i Esagila, i Babylon. Väggarna i palatset lät han pryda med i alabaster huggna basreliefer, vilka förhärligade hans krig, jakter, enskilda liv och så vidare. Synnerligen tacksam är honom eftervärlden för hans efterlämnade bibliotek, det så kallade Ashurbanipals bibliotek, funnet i Nineve.

## Bakgrund
Assurbanipal var sannolikt Esarhaddons fjärde son och hans äldre bröder var kronprins Sin-nadin-apli samt prinsarna Shamash-shum-ukin och Shamash-metu-uballit, han hade även en äldre syster vid namn Serua-eterat och flera yngre bröder.
År 674 f.Kr. avled Sin-nadin-apli plötsligt och Esarhaddon som själv tvingats strida mot sina bröder för Assyriens tron ville desperat undvika en liknande tronföljd för sina söner. Han valde därmed att göra Shamash-shum-ukin till kung av Babylon och Asurbanipal till kung av Assyrien. Anledningen till att Shamash-metu-uballit hoppades över tros ha varit på grund av dålig hälsa. Att ge Babylon till en son och Assyrien till en annan var helt nytt i det assyriska imperiet då tidigare assyriska kungar varit kung av både Babylon och Assyrien. Det anses även underligt att Shamash-shum-ukin som var den äldre av bröderna blev kung av Babylon och inte Assyrien som var den mer betydelsefulla positionen. Anledningen till detta tros vara att Shamash-shum-ukins mor var Babylonska och att han därmed skulle haft svårt att accepteras som Assyriens kung medan Assurbanipal med en assyrisk mor sannolikt inte skulle ha accepterats av babylonierna. Detta är dock inte fastställt och vad anledningen egentligen var är okänt. Arvet mellan bröderna blev att Shamash-shum-ukin tvingades svära trohet till sin yngre bror men Assurbanipal fick inte lägga sig i Babylons affärer.
Efter att han utnämnts till Assyriens kronprins började Assurbanipal att förbereda sig för sin kommande tid som kung. Han observerade sin far under dennes möten och studerade även etikett och militärtaktik. Assurbanipal blev även ansvarig för det Assyriska spionnätverket och han sammanställde underrättelserapporter från riket åt sin far. Hans lärare var generalen Nabu-shar-usur och skribenten Nabu-ahi-eriba och under sina studier utvecklade han ett intresse för litteratur och historia. Han lärde sig skriva och tala både akkadiska och sumeriska och studerade ivrigt både litterära och religiösa verk. Enligt hans egna nedteckningar skall Esarhaddon ha favoriserat honom på grund av hans intelligens och mod.
Då Esarhaddon ofta var sjuk föll stor del av det administrativa arbetet i riket på Assurbanipal och hans bror Shamash-shum-ukin under deras fars sista år på tronen. När Esarhaddon var på kampanj i Egypten var det Assurbanipal som tog över affärerna vid hovet och när Esarhaddon slutligen avled 669 f.Kr. skedde tronövergången till de båda bröderna utan problem.

## Välde

### Tidigt välde och de egyptiska kampanjerna
Efter Esarhaddons död 669 f.Kr. kröntes Assurbanipal till Assyriens kung likt hans far planerat. Hans bror Shamash-shum-ukin kröntes våren efter till Babylons konung och lät då återföra statyn av Marduk till staden då hans farfar Sanherib 20 år tidigare tagit statyn som krigsbyte efter att ha bränt ned Babylon. Shamash-shum-ukins 16 år som Babylons konung verkar ha varit fredliga men det är oklart hur mycket makt han egentligen hade. Trots att han skall ha varit kung över hela Babylonien tyder vissa samtida källor på att guvernörerna i Nippur, Uruk och Ur samt vasallkungarna i Sjölandet (södra Sumer vid persiska viken) ignorerade den babyloniske kungen och istället svor sin trohet direkt till Assurbanipal.
Efter att både han och hans bror blivit kungar vände Assurbanipal sin uppmärksamhet mot Egypten. Egypten hade erövrats av Esarhaddon som tillfångatagit det egyptiska hovet samt farao Taharkas son och fru. Han hade även placerat lojala guvernörer i riket. Taharka hade dock lyckats fly från Esarhaddons arméer och vid 669 f.Kr. hade han återvänt till Egypten och lyckats återta riket. Då erövrandet av Egypten setts som Esarhaddons största bedrift hade han själv varit på väg mot riket med sin armé för att än en gång inta det när han hastigt avled i sviterna av sjukdom. Assurbanipal insåg det hot ett fritt Egypten utgjorde mot Assyrien och han beslutade sig därmed för att fullfölja sin fars kampanj. 667 f.Kr. invaderade Assurbanipal Egypten och han lyckades driva tillbaka den egyptiska armén ända till Thebe som intogs. Taharka undkom dock än en gång och flydde tillbaka till Nubien där han senare avled och efterträddes av farao Tantamanni.
Asurbanipal placerade Egypten under en vasallkung vid namn Necho I och gjorde dennes son Psamtik I till kronprins av Egypten. Psamtik I var för tillfället i Nineve och studerade. När Assurbanipal lämnade Egypten och reste tillbaka till Nineve anfölls riket igen, denna gång av Tantamanni som såg sin chans att återta riket till sin familjs räkning. Vid Memfis mötte han Nechos armé och även om Tantamanni förlorade slaget i sig stupade Necho vilket resulterade i att det egyptiska folket reste sig i uppror mot Assyrien. När Assurbanipal fick reda på att Egypen än en gång gått förlorat samlade han sin armé och han begav sig åter igen mot riket, denna gång med Psamtik I vid sin sida. Tillsammans lyckades de två besegra Tantamannis arméer och Thebe intogs och plundrades en tredje gång av assyrierna på mindre än ett årtionde. Tantamanni flydde tillbaka till Nubien och skulle inte komma att invadera Egypten igen.
665 f.Kr. blev Psamtik I assyrisk vasallkung samt farao av Egypten och under de kommande åren skulle Assurbanipal komma att bli upptagen på annat håll vilket resulterade i att Psamtik I förklarade sig självständigt från Assyrien, denna gång utan att möta repressalier. Assyrierna skulle aldrig inta riket igen.

### Första elamitiska kampanjen.
665 f.Kr. utförde kung Urtak av Elam ett överraskningsanfall mot södra Babylonien men han drevs tillbaka av Shamash-shum-ukin och avled strax efter den misslyckade kampanjen. Urtak efterträddes av Teumman som inte var släkt med honom och som genast började rensa ut i det elamitiska hovet. Urtaks tre levande söner lyckades fly till Assyrien där de fick skydd av Assurbanipal trots påtryckningar av Teumman att överlämna dem. Innan han kunde gå i krig mot Elam tvingades han dock hantera en serie uppror i södra Babylonein där hövding Bel-iqisha av Gambulierna gjorde uppror efter att han anklagats för att ha stöttat Elam under deras invasion. Inte mycket är känt gällande upproret men ett meddelande från Ashurbanipal till guvernör Nabu-ushabshi av Uruk finns bevarat där Nabu-ushabshi beordras samla en armé och anfalla Gambulistammen. Guvernören svarar i ett annat meddelande att Bel-iqisha bär hela skulden för den elamitiska invasionen. Bel-iqisha's uppror verkar inte ha skadat det assyriska imperiet nämnvärt och strax efter att upproret påbörjats dödades han av ett vildsvin. Hans son Dunanu underkastade sig sedan Assurbanipal.
Vid 653 f.Kr. hade den politiska situationen mellan Elam och Assyrien försämrats till den grad att krig startades mellan rikena. Assurbanipal inledde en kampanj mot Elam och vann flera segrar samt erövrade flera städer. Det sista avgörande slaget var slaget vid Ulai i närheten av Susa. Slaget slutade i en avgörande assyrisk seger och kung Teumman stupade tillsammans sin son Tammaritu och vasallkung Shutruk-Nahhunte av Hidalu. Efter slaget placerade Assurbanipal Urtaks två söner Ummanigash och Tammaritu I som vasallkungar över riket. Ummanigash blev kung av Madaktu och Susa och Tammaritu I av Hidalu. Assurbanipal beskriver sin seger som följande:
"Likt en fruktansvärd orkan övermannade jag Elam i sin helhet. Jag högg huvudet av Teumman, deras konung - den högmodige, som smidigt ondska. Oräkneliga krigare dräpte jag. Levandes, med mina bara händer, och jag fyllde fältet kring Susa med deras kroppar som vid baltu och ashagu. Deras blod lät jag flyta ned i floden Ulai som färgades röd likt bomull."
Dunanu, hövding av Gambulierna hade under kriget gått över på Elams sida och efter den lyckade kampanjen vände Assurbanipal till Gambuliernas land som han plundrade. Han lät skriva följande om den erövringen:
"På marschen tillbaka gick jag för att möta Dunanu, kung av Gambulu, som satt sin tilltro till Elam. Shapibel, Gambulus fästning, erövrade jag. Jag gick in i staden och slaktade deras befolkning som lamm. Dunanu och Sam'gunu, som gjort det svårt för mig att utöva min makt i området - i kedjor, fjättrade av järn, bundna av järn, jag band deras händer och fötter. Resten av Bel-iqishas söner, hans familj, hans ätt, alla där och även Nabû-nâ'id och Bêl-êtir, söner till prokonsuln Nabû-shum-êresh, deras fäders ben, tillsammans med folket från Urbi, Tebê och Gambulu, deras kor, får, hästar, åsnor, mulåsnor. Tog jag med mig tillbaka till Assyrien. Shapibel, fästningen, rev jag ned och jag lät översvämma det land den stått på."
Efter att ha krossat gambuliernas land tillsattes en adelsman vid namn Rimutu som kung av de kvarvarande gambulierna och han gick med på att betala tung tribut till det assyriska riket.
Vad Assurbanipal dock inte visste var att hans egen bror Shamash-shum-ukin varit med och uppviglat Elam till att anfalla Assyrien och han hade till och med bildat en hemlig koalition med det elamitiska riket. Shamash-shum-ukin hade tröttnat på att hans lillebror ständigt lade sig i Babyloniens affärer och han hade hoppats på att Elam skulle försvaga Assyrien nog för att han själv skulle kunna erövra riket.

### Problem med Lydien och Kimmererna
Kimmerierna var ett nomadiskt indoeuropeiskt folkslag som levde norr om Assyrien i södra Kaukasus och de hade under Esarhaddons tid invaderat Assyrien men drivits tillbaka av den assyriske konungen. De hade då vänt västerut för att invadera Lydien som låg i västra Anatolien. Kung Gyges av Lydien skickade då ett sändebud till Assyrien där han bad Assurbanipal om hjälp med att möta det kommande kimmeriska hotet. Gyges påstod i meddelandet att han i en dröm mött den assyriske huvudguden Assur som sagt till honom att han måste be assyrierna om hjälp. Assyrien var vid denna tid knappt medvetna om Lydiens existens men Assurbanipal gick med på att skicka trupper till Lydien och hjälpa riket. Den kimmeriska invasionen besegrades 665 f.Kr. strax innan den elamitiska kampanjen mot Babylon och flera kimmeriska hövdingar togs till fånga och fördes till Nineve.
Exakt hur många trupper assyrierna skickade till Lydien är okänt men Gyges verkar ha varit missnöjd då han några år efteråt allierade sig med farao Psamtik I som vid denna tid gjort Egypten helt självständigt från Assyrien. Assurbanipal förbannade Gyges för hans svekfullhet och när Gyges dog 652 f.Kr. firades det i Assyrien.
Under den Elamitiska kampanjen 653 f.Kr. invaderades Assyrien av en koalition av medier, perser och kimmerier. Då den assyriska armén var upptagen i Elam tvingades Assurbanipal kalla på sina skytiska allierade som drev tillbaka hotet. Detta fick kimmerierna att än en gång vända mot Lydien som året därefter nästan erövrades helt.
Gyges efterträddes av sin son Ardys som än en gång bad Assyrien om hjälp mot kimmerierna. Ardys lät skicka ett meddelande där han skrev "Du förbannade min far och stor olycka följde honom, välsigna mig, din trogne tjänare, och jag skall vara dig trogen" det är okänt om assyrisk hjälp faktiskt sändes till Lydien men riket lyckades driva tillbaka kimmerierna och Lydien blev assyrisk vasall.

### Shamash-shum-ukins babyloniska uppror.
På 650-talet f.Kr. hade klyftan mellan Shamash-shum-ukin och Assurbanipal blivit uppenbar även för det Assyriska rikets vasaller. I ett brev till Ashurbanipal från Zakir, som var hovman vid Shamash-shum-ukins hov, berättar han om att besökare från Sjölandet öppet kritiserat Ashurbanipal i "ord som inte passar sig för en kung". Även om Shamash-shum-ukin blivit arg när han hörde besökarnas uttalanden hade han och hans guvernör Ubaru beslutat sig för att inte straffa besökarna. Det riktiga upproret skedde dock 652 f.Kr. sannolikt i och med att Shamash-shum-ukin fick bekräftat att Elam skulle stödja Babylon i ett krig mot Assyrien trots att de nyligen besegrats av dem. Han höll ett tal till Babylons folk där han sa att Ashurbanipal skulle "dra skam" över Babylonien om han fortsatte vara Assyriens konung. I och med att Babylon reste sig i uppror reste sig även resten av södra Mesopotamien med honom. Assurbanipal skriver som följer:
"I dessa dagar har Shamash-shum-ukin, min trolösa broder, som jag behandlat väl och gjort till kung av Babylon - Allt en kung behöver gav jag honom. Jag har utrustat soldater, hästar, stridsvagnar till honom. Jag har givit honom städer, fält, plantage och människor som kan arbeta på dem, långt mer än vad min far beordrat. Men han har glömt den välvilja jag visat honom och har istället smitt onda planer. Utåt har han med sina läppar sagt vänliga ord medan hans hjärta önskat mord. Babylonierna, som varit lojala till Assyrien och mina trogna vasaller har han bedragit med sina lögner."
Enligt de assyriska skrifterna skall Shamash-shum-ukin lyckats finna många allierade för sitt uppror mot Assyrien. Assyriska skrifter delar upp dem i tre grupper, den första var Kaldéerna, Araméerna och det babyloniska folket, den andra gruppen utgjordes av det elamitiska riket och den tredje gruppen av kungadömena Gutium, Amurru och Meluhha. Den sista gruppen tros hänvisa till Medierna då inget av dessa riken fortfarande existerade vid tiden för Shamash-shum-ukins uppror men det är oklart. Meluhha kan även ha varit Egypten men inget tyder på att de var aktiva i upproret mot Assurbanipal. Shamash-shum-ukin hade även skickat gåvor till Elam ("Mutor" enligt Assurbanipal) vilket fått kung Ummanigash att skicka en stödarmé under general Undashe till babyloniernas hjälp.
Trots den stora alliansen såg situationen endast två år senare mörk ut för Shamash-shum-ukin. Assurbanipal hade intagit Sippar, Borsippa och Kutha och han belägrade nu själva Babylon. 648 f.Kr. föll staden slutligen till den assyriska armén efter att de utstått svält och sjukdom i två år och Babylon plundrades av de assyriska styrkorna. Shamash-shum-ukin skall enligt senare texter i och med stadens fall ha tagit sitt eget liv genom att sätta eld på sig och sin familj men de samtida källorna nämner endast att han gick ett grymt öde till mötes och att gudarna "dömt honom till eld och förgjort hans liv". Det är därmed möjligt att han avrättades eller omkom i en olycka. Assurbanipal beskriver sin hämnd mot Shamash-shum-ukins anhängare med följande skrift:
"Assur, Sin, Shamash, Adad, Bêl, Nabu, Ishtar av Nineve, drottningen av Kidmuri, Ishtar av Erbil, Ninurta, Nergal och Nusku marscherade framför mig och dräpte mina fiender och kastade Shamash-shum-ukin, min fientliga bror, som blivit min fiende, in i de brinnande flammorna och förgjorde honom. De individer som smitt dessa planer åt Shamash-shum-ukin, min fientlige broder, och som legat bakom denna ondska men fruktade döden och värderade sina liv högt, de kastade sig inte in i elden med sin herre utan flydde istället för de mordiska stålknivarna, svälten, nöden och den brinnande elden. De fann en tillflykt .... De stora gudarnas nät kan inte undvikas och de togs. Ingen kom undan, inte en enda slank ur mitt grepp. Stridsvagnar, vagnar, bärstolar, deras älskarinnor och deras gods fördes till mig och dessa män med sina vulgära munnar som uttalat sig vulgärt om Assur och planerat ondska mot mig .... Jag skar ut deras tungor och levandes vid kolosserna där de huggit ned Sanherib, fader till min fader, skar jag upp dem som en offergåva till hans skugga. Deras kroppsdelar gav jag som mat till hundarna, grisarna, vargarna och örnarna. Till himlens fåglar och djupens fiskar."
Efter att Shamash-shum-ukin besegrats gavs makten i Babylon till Kandalanu som antingen var Ashurbanipals yngre bror eller en babylonisk adelsman som allierat sig med honom. Kandalanus Babylonien innehöll samma områden som när Shamash-shum-ukin var kung med undantag för Nippur som gjordes till en assyrisk fästning. Någon egentlig makt hade han dock inte och Babylonien var nu helt i Assyriens grepp. 

### Andra kampanjen mot Elam
Elamiterna hade under kung Ummanigash allierat sig med Shamash-shum-ukin, delvis för att återta några av de områden som erövrats av Assyrien i den första kampanjen mot Elam. Ummanigash armé besegrades vid Der och som resultat av detta avsattes han i Elam av Tammaritu II som nu blev rikets kung. Ummanigash flydde då till Assyrien där han fick skydd i Ashurbanipals hov. Tammaritu II upplevde tillsammans med den kaldeiske krigsherren Nabu-bel-shumati några segrar mot assyrierna men han avsattes sedan själv i ett uppror 649 f.Kr. och en man vid namn Indabibi blev nu kung av Elam. Indabibi mördades i och med att Assurbanipal hotade med att invadera Elam igen som hämnd för att de allierat sig med Shamash-shum-ukin och Humban-haltash III blev nu kung av Elam.
Nabu-bel-shumati fortsatte sitt krig mot Assurbanipal och han använde sig av utposter i Elam för att vila och förbereda sig för de olika slagen och trots att Humban-haltash var villig att överlämna den kaldeiska hövdingen till Assyrien hade han för många supportrar i Elam för att detta skulle vara möjligt. Tack vare detta invaderade Assyrien Elam 647 f.Kr. och efter ett kort motstånd flydde Humban-haltash upp i bergen och Tammaritu II återtog den elamitiska tronen igen. Efter att ha plundrat Khuzestan området återvände assyrierna hem och Humban-haltash återvände och tog än en gång över som kung av Elam. 
Assurbanipal var dock inte klar med riket. 646 f.Kr. invaderade Assyrien Elam än en gång och Humban-haltash flydde åter igen upp i bergen. De assyriska trupperna jagade efter honom och plundrade alla städer i sin väg. Alla större städer i Elam plundrades och de småriken som tidigare betalat tribut till Elam började nu betala tribut till Assyrien istället, däribland ett litet rike kallat Parsua som kan ha varit föregångarna till det persiska imperiet som skulle uppstå senare. Deras kung Kyros (möjligen farfar till Kyros den store) hade till en början stridigt på Elams sida men efter att hans son Arukku tagits som gisslan hade han gått över till Assyrierna. Även riken som tidigare varit okända för assyrierna började betala tribut till dem, till exempel Ḫudimiri som "låg bortom Elam".
På väg tillbaka mot Assyrien beslutade sig Assurbanipal för att plundra Susa och han beskriver plundringen som följande i sina skrifter:
"På en månad och 25 dagars krossade jag Elams provinser, salt och shilu spred jag över dem. Dammet som var kvar av Susa, Madaktu, Haltemash och deras andra städer lät jag samla ihop och föra till Assyrien.. Ljudet av människor, boskap och festligheter utrotade jag från dess fält. Idag vilar vildåsnor, gaseller och andra djur från slätten i deras städer som om de vore hemma."
Efter kampanjen mot Elam fortsatte riket att existera under en kort period. Humban-haltash III slog sig ned i Madaktu där han sedan styrde riket. Han överlämnade Nabu-bel-shumati till assyrierna men Nabu-bel-shumati tog sitt liv på vägen till Nineve. Kort därefter avsattes Humban-haltash i ett uppror och källorna i omgivande riken slutar därefter att nämna Elam. Assurbanipal gjorde aldrig några försök att inkorporera riket till det assyriska imperiet och han lämnade istället området försvarslöst och övergivet. Elams fält och städer låg tomma under årtiondena efter kampanjen fram till dess att perserna begav sig in i området och bosatte sig där. 

### Den arabiska kampanjen
Ashurbanipals kampanj mot den arabiska halvön uppmärksammas sällan av moderna historiker trots att det är den kampanj varifrån flest källor bevarats. Kampanjens kronologi är dock oklar och det verkar finnas flera versioner av vad som hände. Den första versionen verkar utspela sig 649 f.Kr. och beskriver hur kung Yauta, son till Hazael och kung av de arabiska Qedariterna (som tidigare varit vasaller till Esarhaddon) gjorde uppror mot Assurbanipal och allierade sig med en annan arabisk kung vid namn Ammuladdin. De två kungarna började sedan plundra det sydvästra assyriska imperiet. Enligt Assurbanipal skall hans armé tillsammans med kung Kamas-halta av Moab besegrat upprorsmännen och Ammuladdin fördes i kedjor till Assyrien medan Yauta flydde. En lojal krigsherre vid namn Abiyate blev därefter kung av Qedariterna. Skrifterna om kampanjen 649 f.Kr. skiljer sig från Ashurbanipals vanliga skrifter då han inte nämner händelsen som sin kampanj och den fiende kungen lyckas fly istället för att jagas ifatt och tas till fånga.
Den andra versionen verkar utspela sig 648 f.Kr. beskriver hur Assurbanipal besegrade Adiya som var en arabisk drottning. Skriften berättar vidare att Yauta därefter flydde till kung Natnu av Nabayye som dock vägrade ta emot honom då Nantu ville förbli lojal till Assurbanipal.
En tredje version placerar Yautas uppror ännu tidigare än de två andra versionerna och menar att upproret skedde samtidigt som Shamash-shum-ukins uppror och att de båda kungarna var allierade. den tredje versionen menar även att räderna mot sydvästra Assyrien var menade att dra manskap från de assyriska trupperna i Babylonien.
Någon gång efter den första kampanjen mot arabiska halvön skall Assurbanipal enligt den tredje versionen ha utfört ännu en kampanj i området. Texten handlar i stor del om Ashurbanipals marsch genom Syrien för att besegra kung Uiate (Kan vara Yauta men det är oklart) och hans arabiska armé. Enligt texten marscherar den assyriska armén genom Syrien till Damaskus och sedan vidare till Hulhuliti. Därefter intar de Abiyate, Usso och Akko. Ingen anledning till denna kampanj ges och Nabayya som tidigare varit på Assyriens sida listas bland de besegrade. Ingen information ges om varför Nabayya och Assyrien är fiender i den andra kampanjen.
Den sista och fjärde versionen av den arabiska kampanjen slår samman den tredje versionens två kampanjer till en kampanj och ger mer detaljer kring händelserna. Enligt den skall en stamherre vid namn Abiyate ha ersatt Yauta som kung av Qedariterna och kung Ammuladdin skall ha varit den kung som allierade sig med Shamash-shum-ukin i det babyloniska upproret. Enligt skriften skall det krigsbyte som togs från araberna under kampanjen ha varit så stort att det skapade inflation i Assyrien och svält i arabiska halvön. Den fjärde versionen berättar även att det var Assurbanipal själv som ledde kampanjen och att kung Uiate tillfångatogs och visades upp i Nineve tillsammans med fångarna från den elamitiska kampanjen.

### Tronföljden
Vart Assurbanipals tid som kung av Assyrien slutar och där hans son Ashur-etil-ilanis tid tar vid är okänt på grund av bristen av samtida källor. Ashurbanipals egna skrifter som är de huvudsakliga källorna till hans tid som kung upphör vid 636 f.Kr., möjligen då han vid denna period drabbades av sjukdom. Ashur-etil-ilanis skrifter menar att hans far dog en naturlig död men berättar inte om när detta skedde. Innan 1800-talet e.Kr. då man började utföra arkeologiska utgrävningar i forna Assyrien trodde man att Ashurbanipal var Assyriens sista konung och att han brände sig själv och sin familj levande vid Nineves fall 612 f.Kr. då detta var vad som stod i de grekiska källorna. 
En tidigare teori är att Assurbanipal avled 627 f.Kr. då det året nämns på en inskription i Harran skriven av den babyloniske konungen Nabonidus mor. Skrifter skrevs dock hundra år efter datumet och anses därmed inte helt tillförlitlig. Att han skall ha dött 627 f.Kr. motbevisas även av att Harran tillföll Babylon 626 f.Kr. vilket innebär att de skrifter som hittats där från kungarna Ashur-etil-ilani och Sinsharishkun skulle ha varit omöjliga. Det sista faktiska beviset för att Assurbanipal är vid liv är ett kontrakt från staden Nippur 631 f.Kr. och det året har därmed blivit det år man tror att Ashurbanipal avled, abdikerade eller avsattes. 
Ett sätt att förklara hur Assurbanipal skulle ha dött 627 f.Kr. är att han var medregent till sin son Ashur-etil-ilani. Detta har dock aldrig skett tidigare i assyrisk historia och Ashur-etil-ilani skriver själv att han blev kung efter att hans far avlidit. Det är möjligt att förvirringen med år 627 uppstått genom att Assurbanipal i babyloniska källor berättas ha härskat samtidigt som Shamash-shum-ukin och Kandalanu. Då Kandalanu avled 627 f.Kr. kan det året ha förvirrats till att även markera året för Ashurbanipals död.
En annan teori framlagd av den polske historikern Stefan Zawadski i hans bok "The Fall of Assyria (1988)" är att Assurbanipal och Kandalanu var samma person och att Kandalanu helt enkelt var det namn han använde sig av i Babylon. Detta har dock mött kritik på grund av flera anledningar. För det första har ingen assyrisk kung använt sig av ett annat namn i Babylon tidigare i historien, för det andra anges olika regentlängder för kungarna då Ashurbanipals regenttid börjar 668 f.Kr. och Kandalanu's börjar 647 f.Kr.. För det tredje har alla assyriska kungar som härskat över Babylon kallat sig för "kung av Assyren och Babylon" vilket Assurbanipal inte gör och för det fjärde även kanske viktigaste så verkar de babyloniska källorna hantera kungarna som två olika personer och inga samtida källor nämner att Assurbanipal skall ha varit kung av Babylon.
Vad som än stämmer så efterträddes Assurbanipal av sin son Ashur-etil-ilani som kung av Assyrien medan en annan av hans söner vid namn Sinsharishkun fick staden Nippur i väntan på att Kandalanu skulle dö. Sinsharishkun var därefter planerad att bli kung av Babylon.

## Utmärkelser
Asteroiden 7208 Ashurbanipal är uppkallad efter honom.